# Ivan Bekavac
 Ovo je glavno značenje pojma Ivan Bekavac. Za druga značenja pogledajte Ivan Bekavac (razdvojba).
Ivan Bekavac (katkad u bibliografijama Ivan Bekavac-Pivo) (Žeževica, 12. prosinca 1948.), hrvatski je publicist.

## Životopis
Ivan Bekavac rodio se 1948. godine u Žeževici kod Omiša. Gimnaziju i pedagošku akademiju pohađao je i završio u Splitu. Na Filozofskom fakultetu Sveučilišta u Zagrebu diplomirao je filozofiju i komparativnu književnost. Magistrirao je na Fakultetu političkih znanosti u Zagrebu s radnjom o recepciji Wittgensteinove filozofije. U SFRJ je bio optužen "zbog hrvatskog nacionalizma" (čl. 100. i 118. Krivičnoga zakona SFRJ) i utamničen na Golom otoku 1972. godine. Od 1993. do 1997. godine bio je glavni i odgovorni urednik Narodnih novina, a od 1997. do 2000. godine ravnatelj Hrvatskoga informativno-kulturnog zavoda gdje je pokrenuo Croatia Weekly (izlazio od 1998. do 2000. godine), prvi hrvatski tjednik na engleskom jeziku te 1999. godine u suradnji s francuskom nakladnom kućom Gallimard objavio na francuskom jeziku enciklopedijski vodič Hrvatska.
Kao urednik potpisao je i objavio niz knjiga: Vinodolski zakon (Narodne novine, Zagreb, 1995.), Ustav Republike Hrvatske (Narodne novine, Zagreb, 1996.), Hrvatsko radno pravo: Zbirka zakona s kazalom pojmova (Narodne novine, Zagreb, 1997.), Hrvatski jezik u Hrvatskom saboru (Narodne novine, Zagreb, 1997., autori Vlatko Pavletić, Nikša Stančić i Milan Moguš) i ine.

## Djela
Nepotpun popis:
- Vatra na Adrionu: kroz uzništvo, šutnju i oluju: politički zapisi , Naklada Naprijed, Zagreb, 1998.
- Izdaja na Pantovčaku?, Tiva, Varaždin, 2001.
- Hrvati. Četrnaest stoljeća ustrajnosti, Hrvatski svjetski kongres, New York-Zagreb, 2005. (suautor Anđelko Mijatović)[4]
- Izmišljeni Tuđman: o lažima, krivotvorinama i namjerama Hudelistove "biografije" prvoga hrvatskog predsjednika, Naklada P.I.P Pavičić, Zagreb, 2007.
- Slom crvene Orjune: Krleža, Tito, Tuđman, Despot Infinitus, Zagreb, 2015.
- Fašizam naš svagdanji: prikrivanje i krivotvorine, Despot infinitus, Zagreb, 2019.